# 殷署
殷署（2世纪—3世纪），东汉末年将领。
建安二十年（215年）十一月，丞相魏公曹操迁徙原属军阀韩遂、马超等的士兵五千余人，以时任平难将军殷署等督领，以扶风太守赵俨为关中护军。曹操命令赵俨派兵一千二百加强汉中防务，由殷署监督送往汉中，这些士兵告别家人，很不情愿，面有忧色。出发后一天，赵俨担心其生变，亲自追到斜谷口慰劳他们，并深切提醒殷署做好防备后返回，还没回到军营，刚前行四十里的殷署所部果然已发生叛乱，殷署生死未卜。跟随赵俨的步、骑兵一百五十人，都是叛军的亲戚或同郡，听说以后，都很惊慌，在赵俨安抚下才前往各营，分别召唤、鉴别结党叛乱者，共计八百余人，分散在田野中。赵俨下令只惩治谋叛首领，郡县将所逮捕的人全部释放，于是叛兵相继回来投降。
二十四年（219年），汉中王刘备部将关羽发动北伐。十月，曹操驻军摩陂，前后遣殷署、朱盖等共十二营会合抵御关羽的横野将军徐晃。

### 動漫作品
- 《蒼天航路》（王欣太）：於樊城之戰中為救援隊援助曹仁，按照徐晃指示和朱蓋一起出戰並分別偽裝成夏侯惇和張遼[5]，二人在戰場中為趙累所殺。